# Porto do Cujupe
O Terminal do Cujupe, por vezes referenciado como Porto de Cujupe, é um porto localizado no município Alcântara, no Maranhão, em frente à ilha do Cajual. O Cujupe é um terminal de ferry-boat, que recebe embarcações vindas do terminal de ferry-boat da Ponta da Espera, em São Luís, realizando a Travessia São Luís-Alcântara. É administrado pela EMAP.